# Gop-Tempel

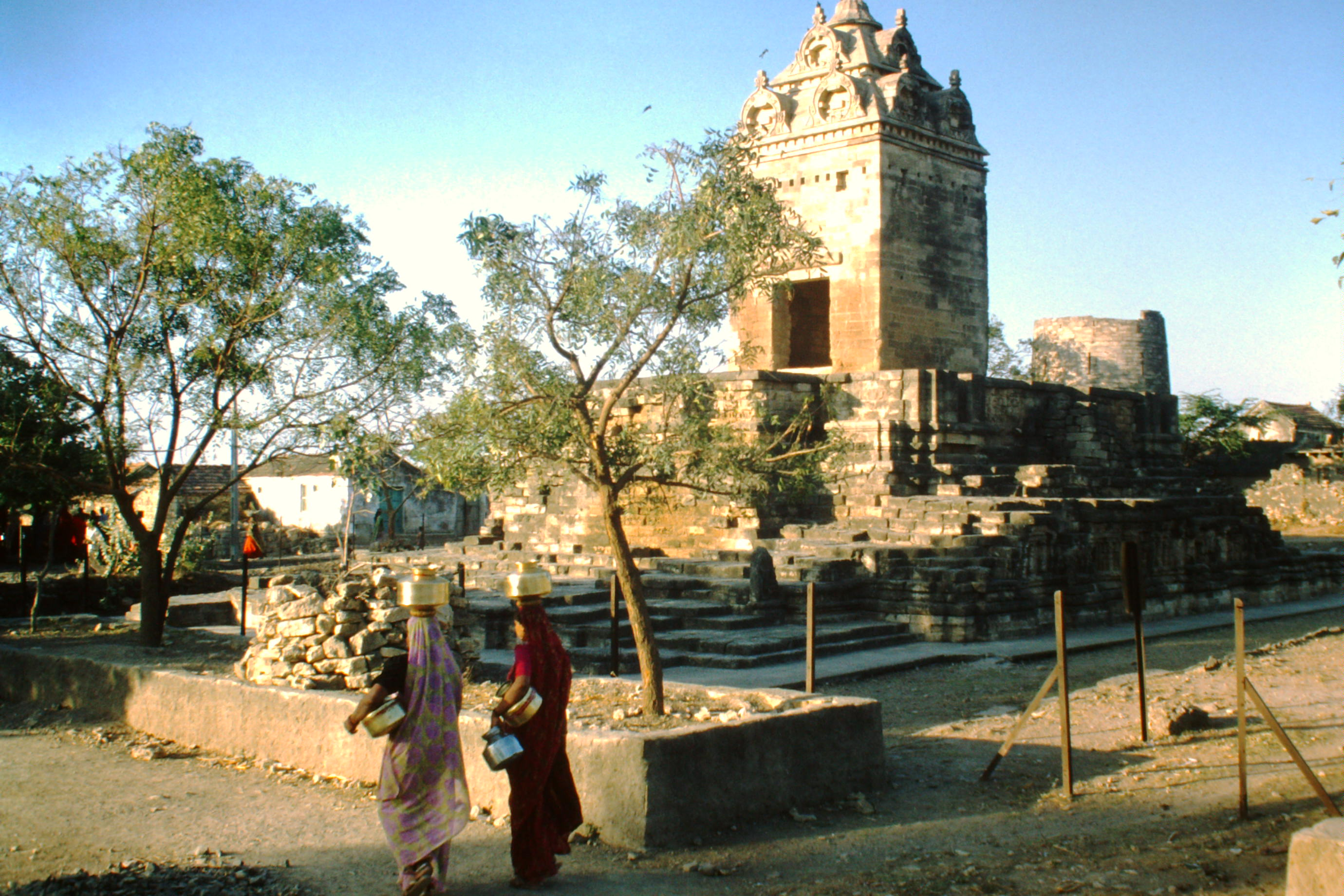
Gop-Tempel (1999)

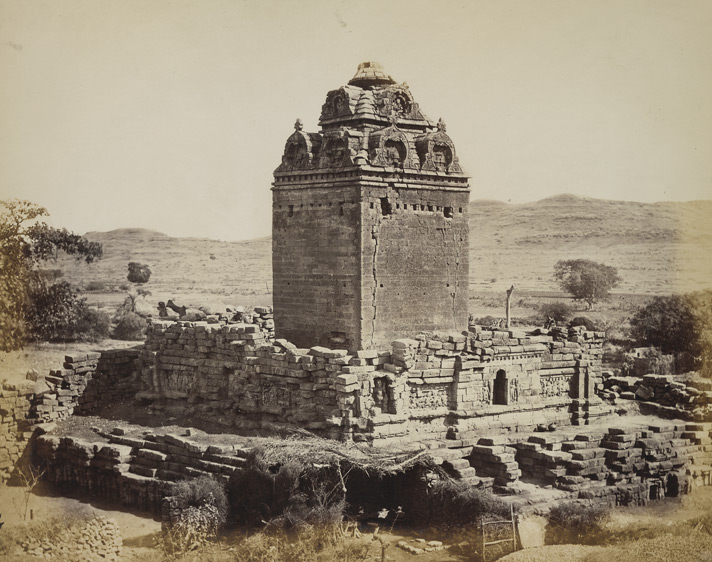
Gop-Tempel (1874)

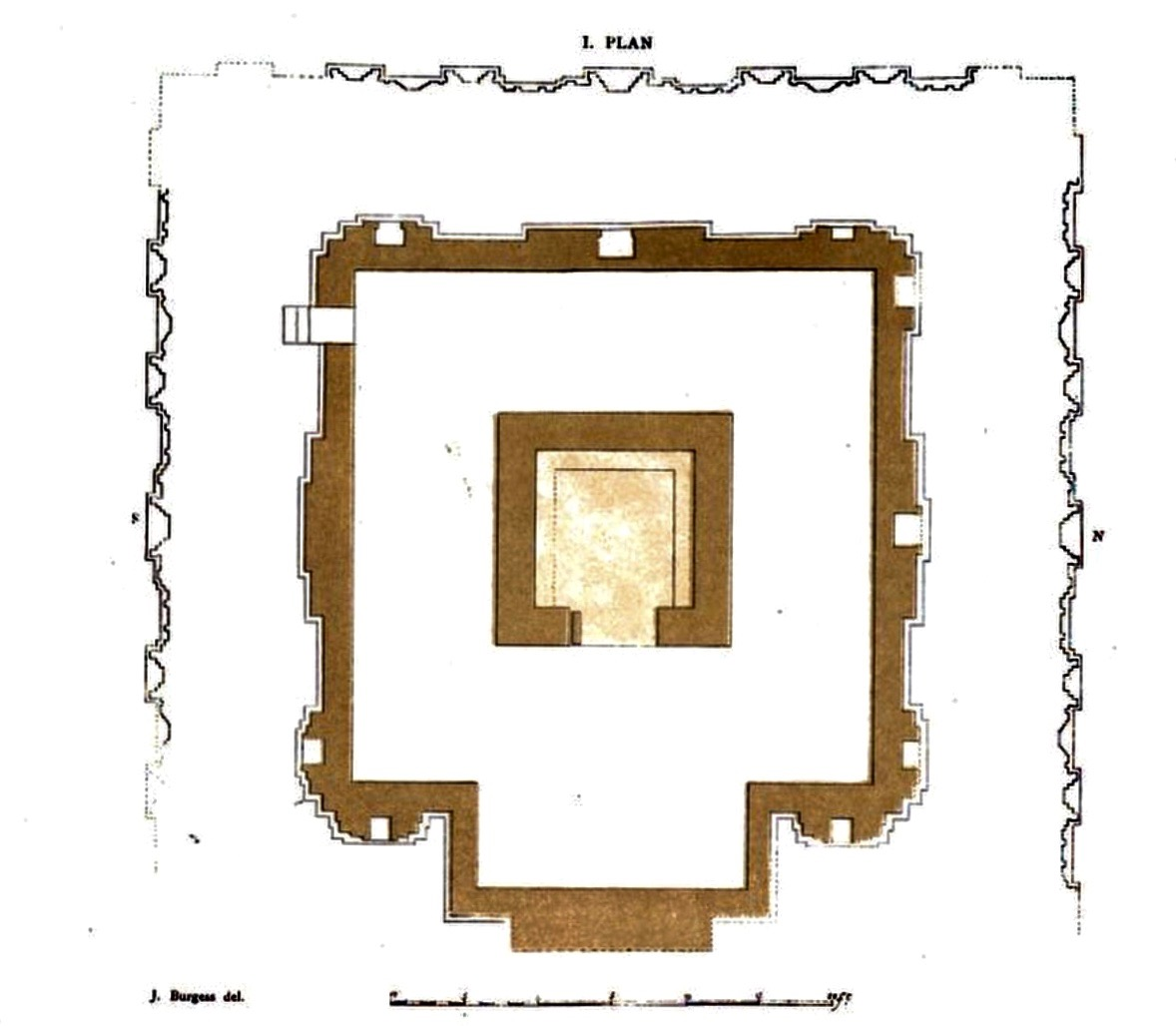
Gop-Tempel – Grundriss

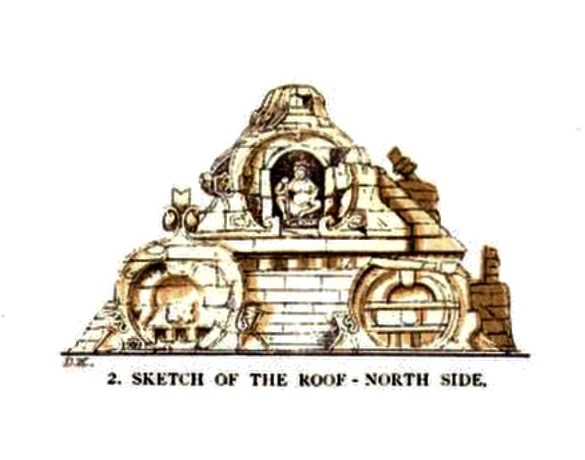
Gop-Tempel – Dachgestaltung

Der manchmal in die Gruppe der Gupta-Tempel eingeordnete Gop-Tempel beim Ort Zinavari auf der Halbinsel Kathiawar/Saurashtra im indischen Bundesstaat Gujarat ist einer der ältesten freistehenden Hindu-Tempel (mandira) des Subkontinents.

## Weihe
Der Tempel war wohl dem Hindu-Gott Shiva geweiht, dessen regional gebräuchliche Beinamen auch Gopeshvar oder Gopnath lauten. Auch eine Weihe an den Sonnengott Surya wird manchmal postuliert.

## Geschichte
Die genaue Bauzeit des Tempels ist unbekannt. Aufgrund stilistischer Überlegungen wird er meist in das letzte Viertel des 6. Jahrhunderts datiert. Irgendwann im Mittelalter verfiel er – ob Zerstörungen durch den Islam dazu beigetragen haben, ist unbekannt.

## Architektur
In seiner heutigen Gestalt erinnert der aus exakt behauenen Steinen errichtete und nur aus einer fenster- und dekorlosen Cella (garbhagriha) bestehende Kernbau des Tempels an einen völlig ungegliederten Turm auf quadratischem Grundriss. Lediglich sein Pyramidendach ist mit – ehemals figurenbesetzten – lünettenartigen Blendfenstern (chandrasalas) reich verziert; es endet in einer umgedrehten Lotosblüte, einem Vorläufer des späteren amalaka-Rings. Der Tempel erhebt sich auf einer zweistufigen, gegliederten steinernen Plattform (jagati) und war ehemals umgeben von einer auf Holzstützen ruhenden Vorhalle (mandapa), innerhalb derer man nach altem Brauch den Kernbau rituell umschreiten konnte (pradakshina).
Die Höhe des Tempels beträgt ohne den Unterbau etwa 7,50 m; die Mauerstärke liegt bei ca. 70 cm. Im Innern misst die Cella gut 4 m² bei einer Höhe von ca. 4,50 m.

## Ähnliche Tempel
Die Architektur des Gop-Tempels ist – auch ohne die ehemals umschließende Vorhalle – nahezu einzigartig. Ein ähnlicher, aber kleinerer Tempelbau innerhalb Gujarats steht beim ca. 33 km südwestlich gelegenen Dorf Ghumli (Sonkansari-Mandir Nr. 1); andere vergleichbare Tempelbauten befinden sich in der ca. 40 km südwestlich gelegenen Ortschaft Bileshvar sowie in Khimeshwar und Bhanasara. Außerhalb Gujarats besteht eine gewisse Ähnlichkeit zum deutlich weiter entwickelten Dashavatara-Tempel in Deogarh (Uttar Pradesh); auch Ähnlichkeiten zu Tempeln in Kaschmir (z. B. zum Sonnentempel von Martand) wurden formuliert.